# Teoria biossocial
A teoria biossocial explica o comportamento do indivíduo como resultante de suas características biológicas e de fatores sociais. Baseada em conceitos oriundos das ciências biológicas, comportamentais e sociais, defende que a interação entre fatores biológicos e ambientais disfuncionais determina o comportamento desviante, transtornos de personalidade,  doenças e deficiências mentais.